# Louisiana Offshore Oil Port

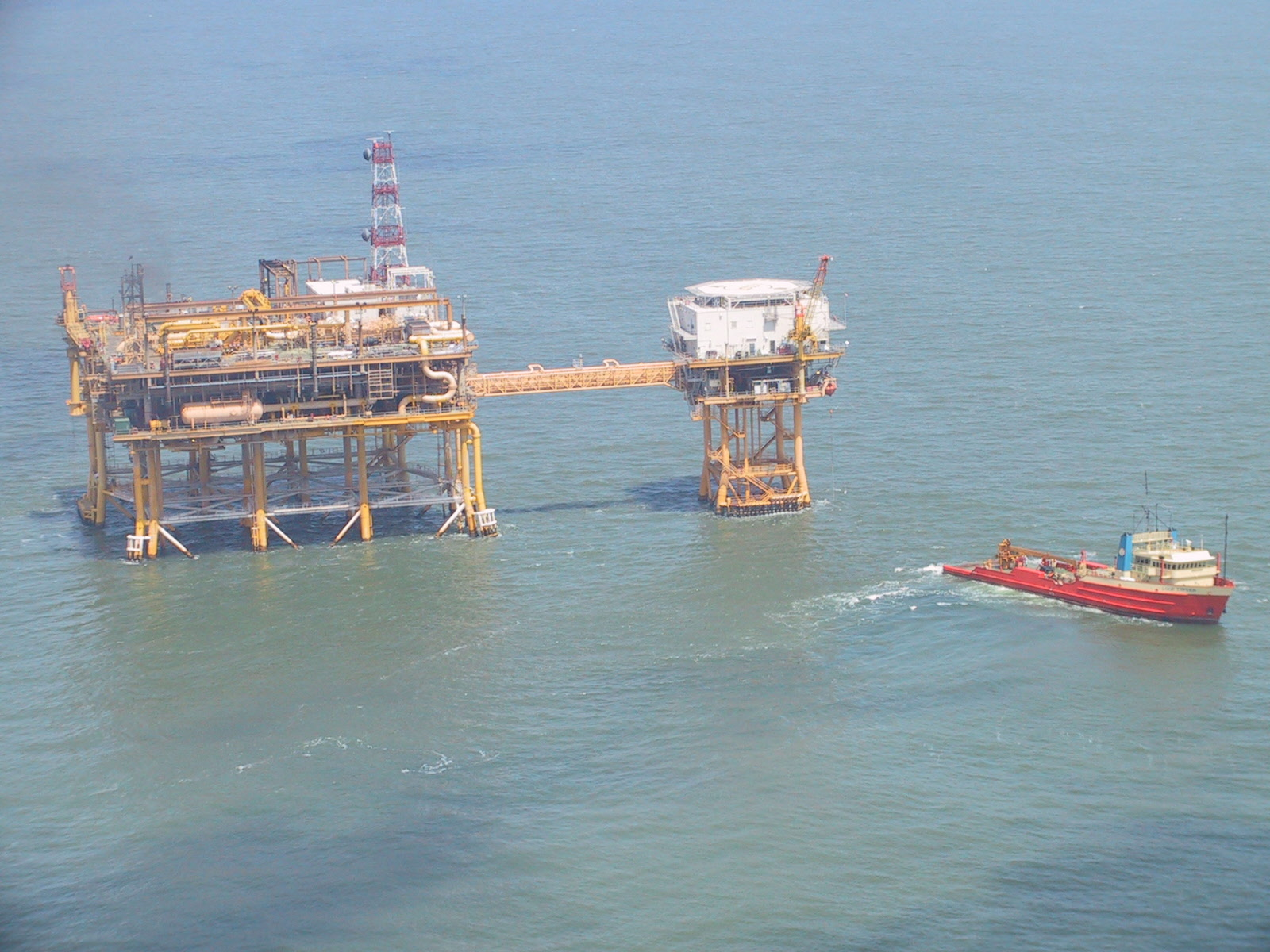
Louisiana Offshore Oil Port

Louisiana Offshore Oil Port ist ein Hafen in Louisiana (Vereinigte Staaten), 29 Kilometer südlich vom Hafen Fourchon in der Bucht Golf von Mexiko. Dies ist ein Offshore-Hafen für Öltanker, da normale Häfen in den Vereinigten Staaten für die größten Tanker zu wenig Wassertiefe haben. Es ist der einzige Hafen in den Vereinigten Staaten, an dem Ultra Large Crude Carriers (ULCCs) und Very Large Crude Carriers (VLCCs) entladen werden können. Es ist ein Joint Venture von Marathon Pipe Line, Shell Oil und der Valero Terminaling and Distribution Company.